# 千葉県立特別支援学校流山高等学園
千葉県立特別支援学校流山高等学園（ちばけんりつ とくべつしえんがっこう ながれやまこうとうがくえん）は、千葉県流山市に所在する高等部単独の特別支援学校である。軽度の知的障害のある生徒を対象に職業教育を行っており、4学科8コースを設置している。

## 学科・定員
| 学科                 | 定員 | コース                                    |
| -------------------- | ---- | ----------------------------------------- |
| 園芸技術科           | 24名 | ・農業コース ・園芸コース                 |
| 工業技術科           | 24名 | ・木工コース ・造形コース                 |
| 生活技術科           | 16名 | ・縫製コース ・手芸コース                 |
| 福祉・流通サービス科 | 32名 | ・福祉サービスコース ・流通サービスコース |

## 選考
入学にあたっては、作業能力検査、学力検査（国語・数学・理科・社会）、運動能力検査、面接が実施される。

## 部活動
- 美術部
- パソコン部
- 鉄道研究部
- 音楽部
- ダンス部
- 空手部
- バレーボール部
- テニス部
- バドミントン部
- 卓球部
- ソフトボール部
- サッカー部
- バスケットボール部
- 陸上部

## 所在地
本校舎
〒270-0135
千葉県流山市野々下2丁目496番地1
第二キャンパス
〒270-0145
千葉県流山市名都借140番地